# بنیادلی، خواجه‌وند
کارمراکار (به ارمنی: Կարմրաքար) بنیادلی (به ترکی آذربایجانی: Bünyadlı) یک منطقه مسکونی در جمهوری آرتساخ است که در استان هادروت واقع شده‌است.